# Пал (флот)
Пал (па́ля, па́лец, па́лка, от нидерл. раl; нем. раl; англ. рile) — гидротехническое сооружение, вертикально стоящий деревянный столб, вбитая в грунт свая, которая воспринимает на себя нагрузку при швартовке и навале судна. Палы разделяют на швартовые, отбойные, разворотные, направляющие. Бывают жёсткими (обладающими малой податливостью в горизонтальном направлении) и гибкими. Устанавливают непосредственно перед причалами, не рассчитанными на восприятие горизонтальных нагрузок, также перед откосными сооружениями для предупреждения навала судов на берег, на рейдах порта для разгружаемых судов, на подходах к причалам, у входов в шлюз или гавань для обеспечения правильного направления судна. Плавучий пал служит в качестве отбойного устройства причального сооружения.
Пал изначально — дерево, растущее у берега. Позже — пень (с корнями в земле), деревянный столб, вбитый в грунт у причала. После — чугунная или металлическая тумба, внешне схожая с деревянным столбом.

## Фотогалерея

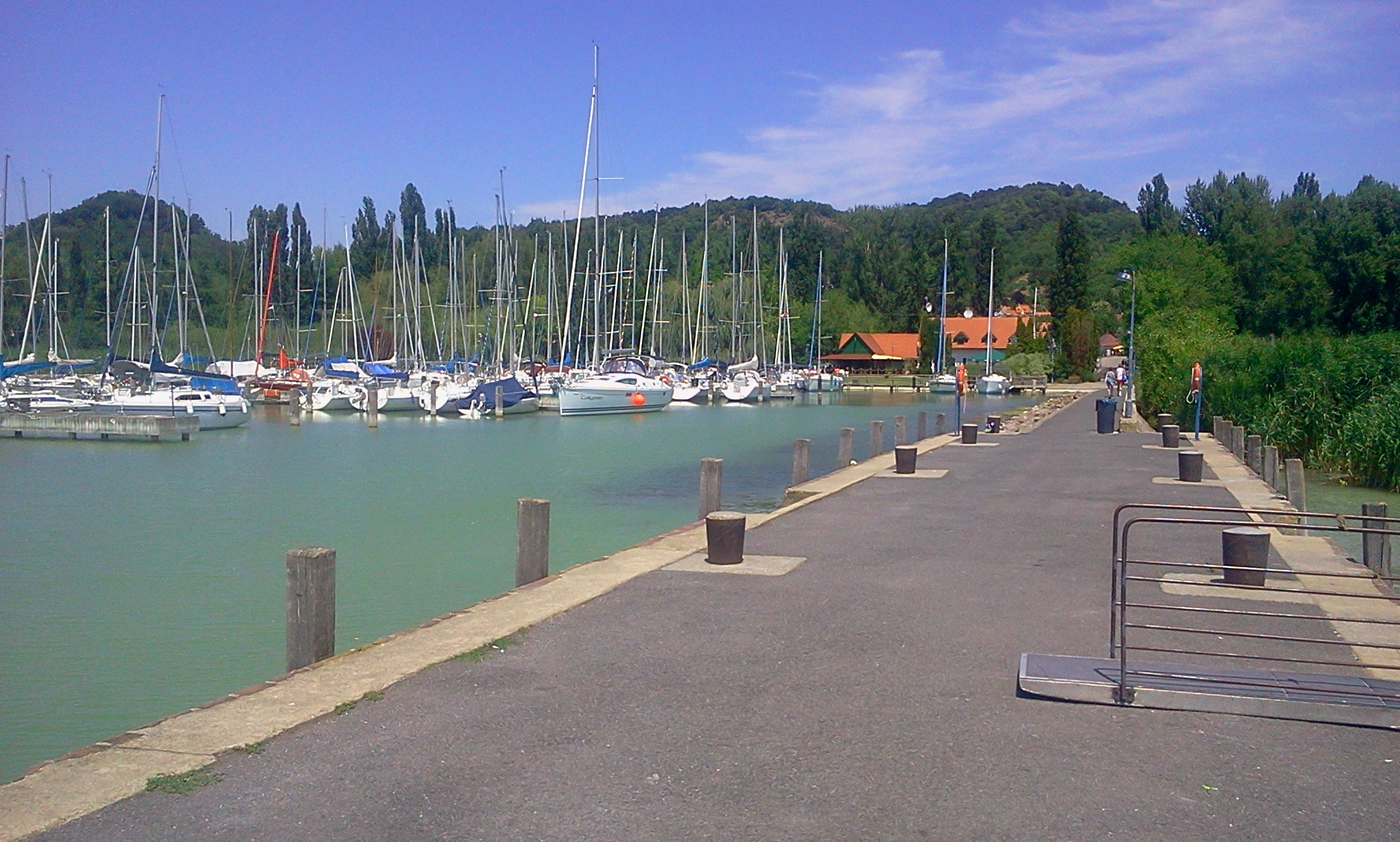
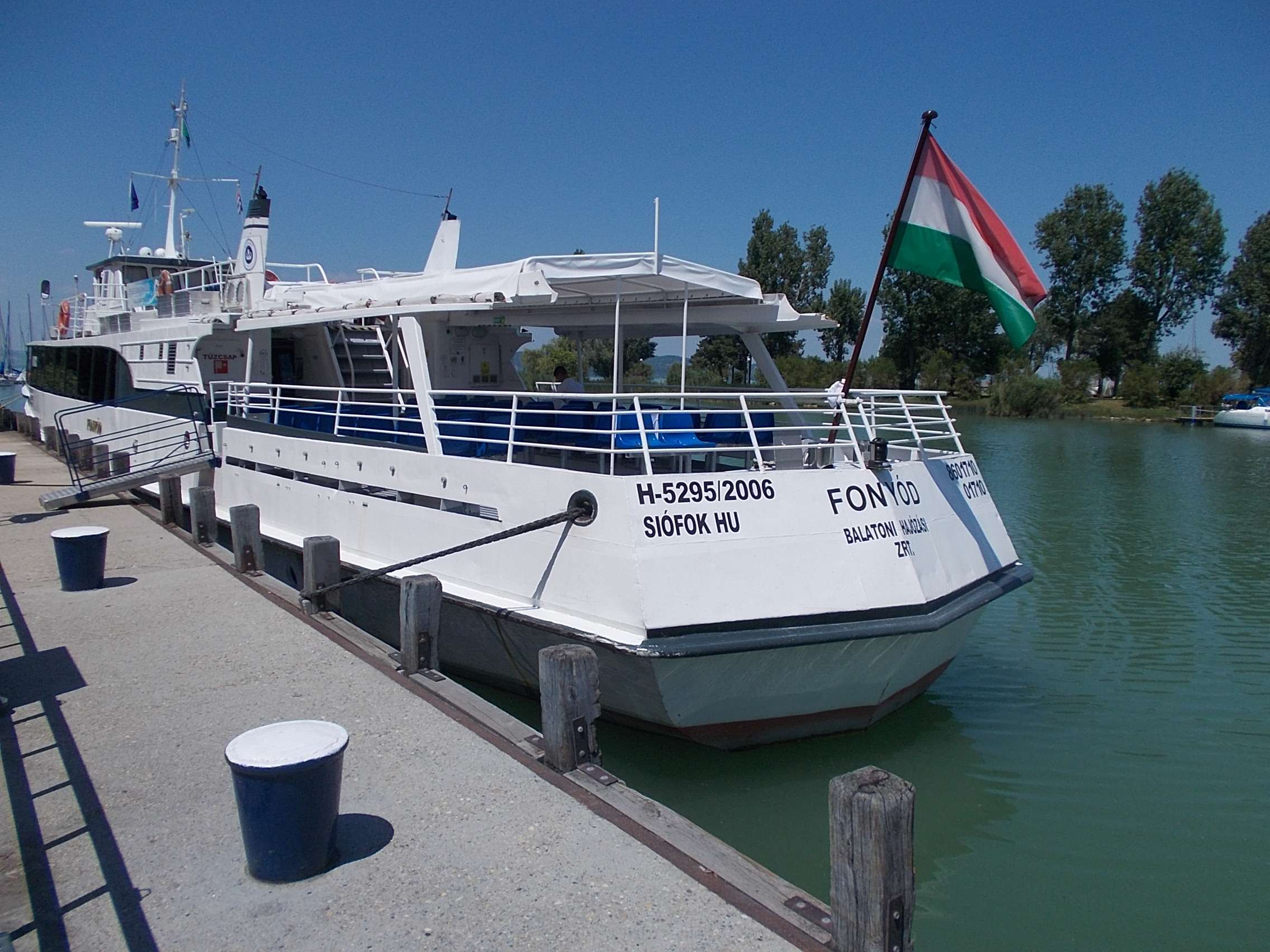
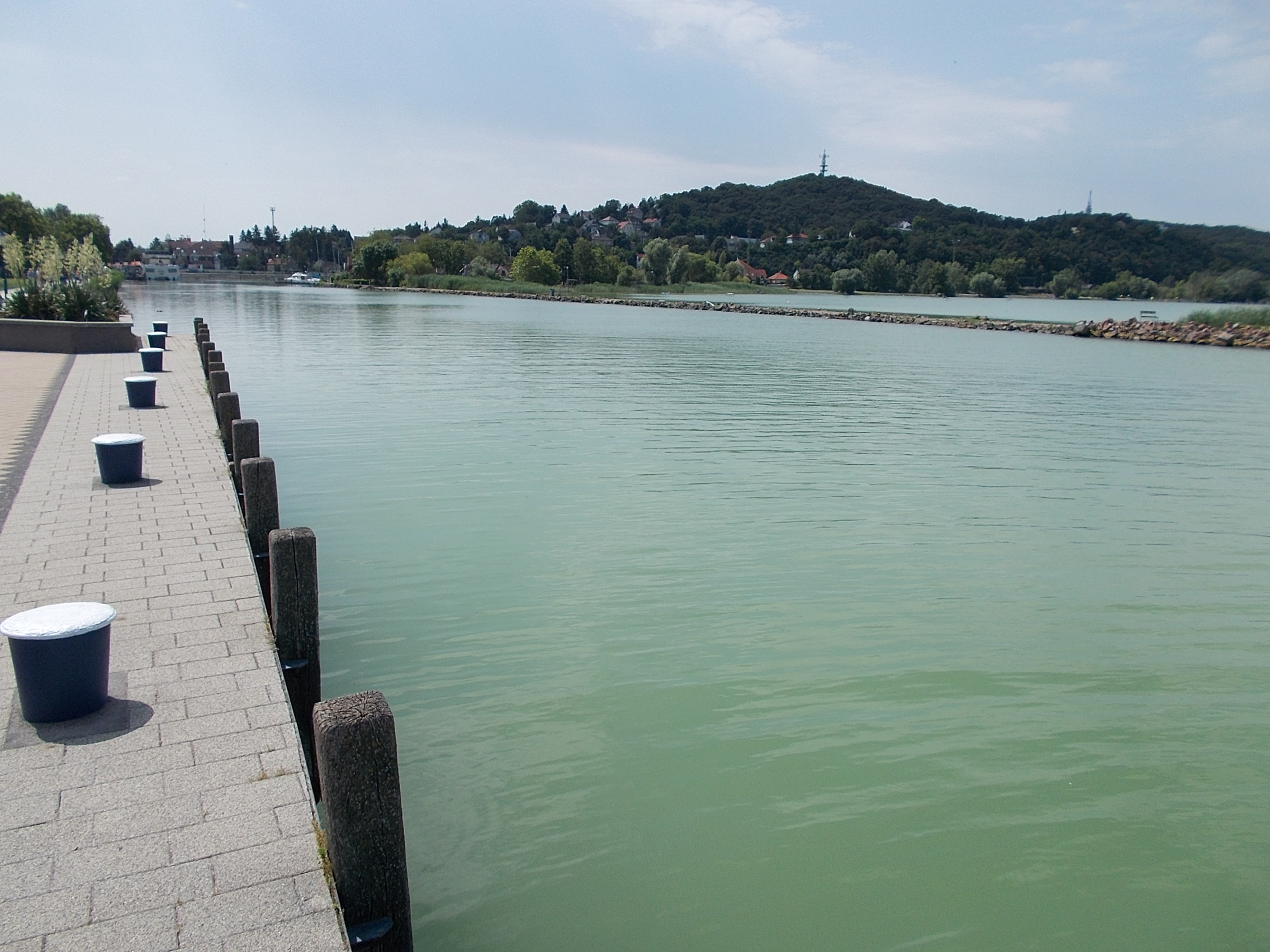
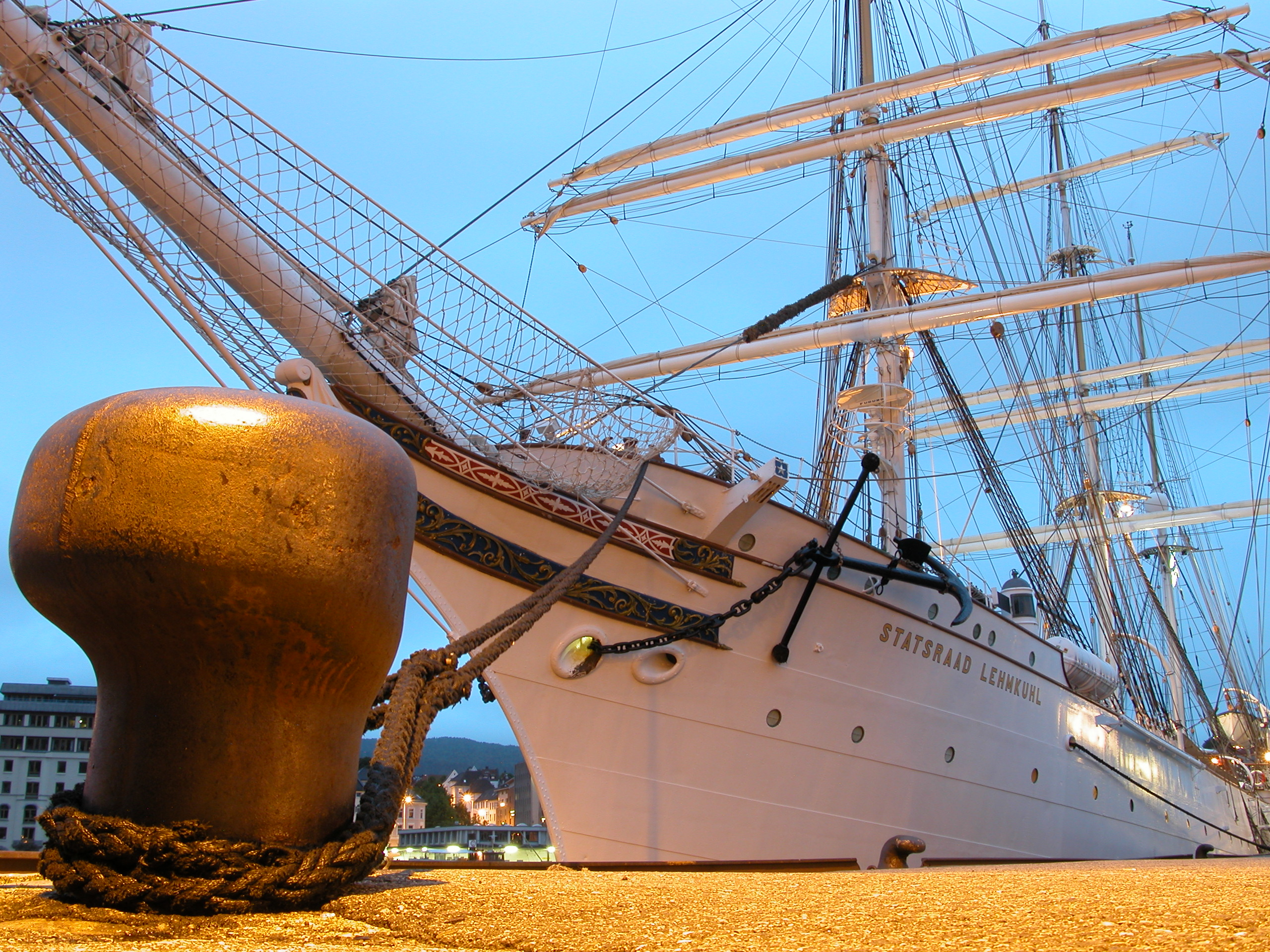
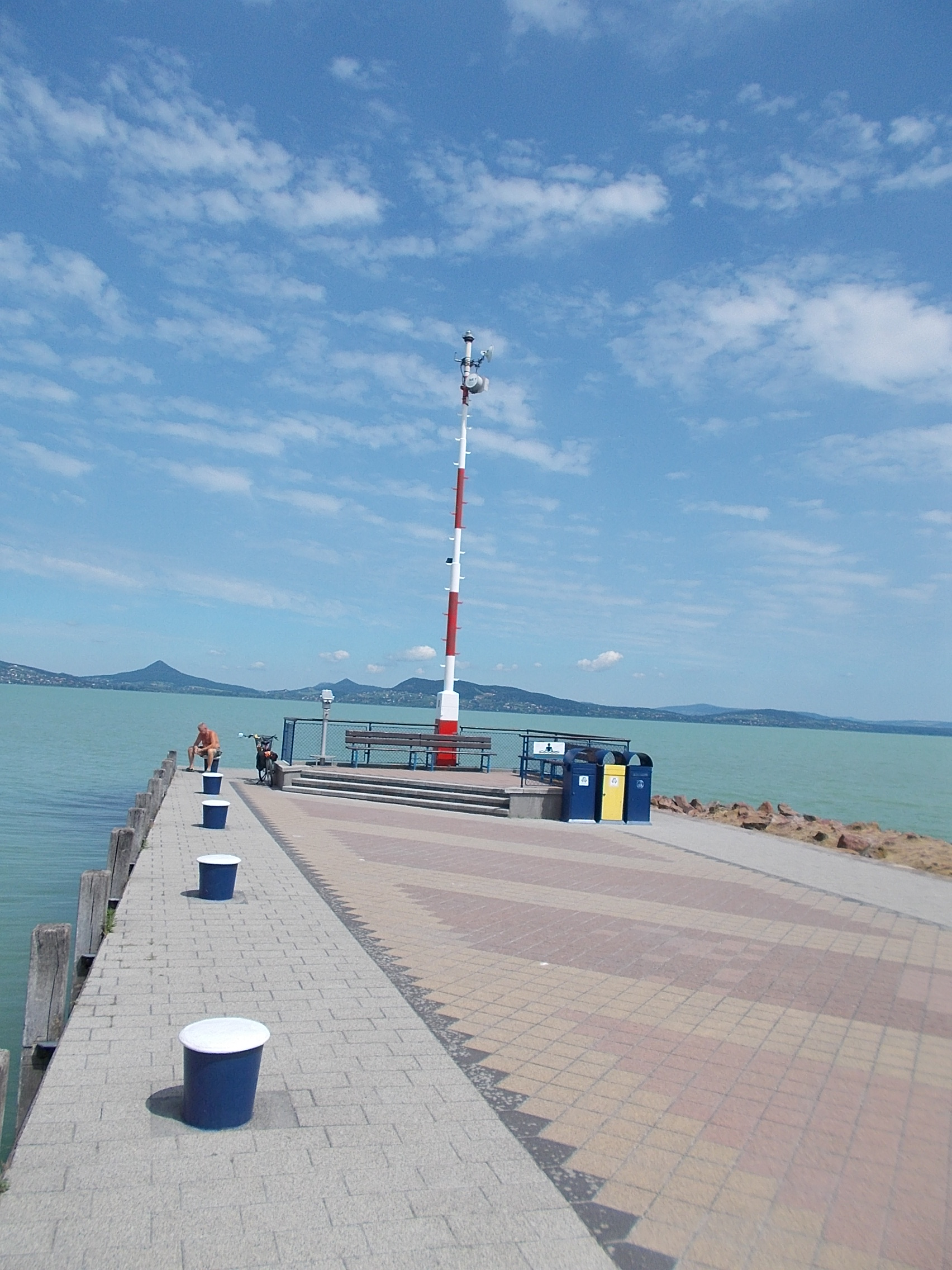
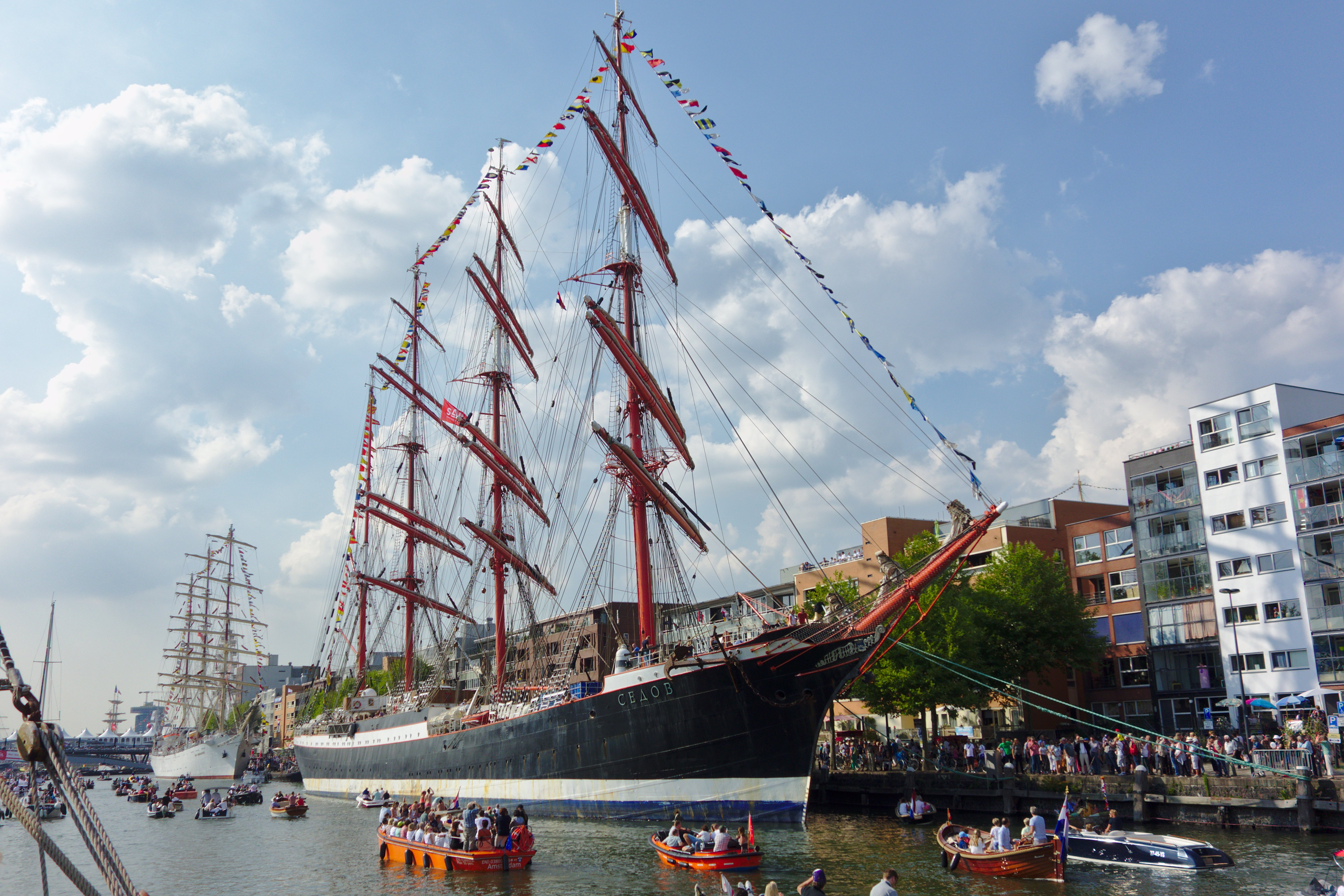